# Ото Пестнер
Ото Пестнер (Цеље, 4. јануар 1956) јесте словеначки и бивши југословенски певач забавне музике.

## Биографија и каријера
Један је од најпознатијих вокала на забавно - музичкој сцени Словеније, којег одликују упечатљива боја гласа и интерпретација. Прве снимке снимио је са дванаест година у студију Радио Цеља, а 1971. године, са петнаест година, већ је победио на фестивалу Словенске попевке са песмом Тридесет лет. Компоновао је и од 1971. године, а аранжирањем и продукцијом се озбиљно почео бавити 80-их година прошлог века. Направио је неке од најзначајнијих словеначких певачких албума: Злато сонце ин чрна река (1974), Чрна звезда (1976), Циганска кри (1991), албум Невидљиви инструменти (1995) и снимио један од најистакнутијих оригиналних албума за Југотон The right deal (1980).
До љета 2008. године био је вођа вокалне групе New swing quartet, а креирао је каријере многих познатих словеначких певача и певачица. Ото Пестнер је до данас снимио више од 40 соло албума.
Током музичке каријере, написао је преко 500 песама и аранжмана, а 2002. године, под називом Дани радија, објавио је 60 до сада необјављених радијских снимака које је током своје музичке каријере снимао за Радио Словеније. Од 2004. године је и продуцент, а његова издавачка кућа Unicat rekords у Љубљани (подетикета познате издавачке куће Далас) у великој мери подржава младе музичке таленте.
Живи са породицом у Љубљани, али се често враћа у Цеље.
Град му је 1998. године доделио сребрни грб Цеља за заслуге у музици и заслуге у промоцији града. За доживотно музичко стваралаштво и допринос препознатљивости Цеља 2021. године, добио је награду градоначелника и уписао се у књигу почасних гостију града Цеља.

## Фестивали
Словенска попевка:
- Тридесет лет, прва награда публике и победничка песма, '71
- Мати бодива пријатеља, прва награда публике, '72
- Твоје солзе, трећа награда публике, '73
- За љубезен хвала ти, '74
- Виолине в мојем срцу, '75
- Вем некје живети мора, друга награда публике, '76
- Врача се помлад,прва награда публике и стручног жирија, победничка песма, '77
- Бисере имаш в очех, друга награда публике, '78
- Мами, '98
- Циганска романца, '99
- Дал би ти все, 2001

Весела јесен:
- Остал сем сам, '71
- Техарска романца, '73
- Па кир факир (са Невом Пипан), '84
- Словенија најлепша си дежела, '86

Омладина, Суботица:
- Последње збогом, награда за најбољу интерпретацију, '71

Ваш шлагер сезоне, Сарајево:
- Твоја писма, '72

Опатија:
- Много сречних лет од тод, '73
- Костањи, '74
- Пријатељи из отрошкних дни, '75
- Шепет полетних трав, '76
- Летива, '78
- Тито (Вече родољубиве песме, са групом Пепел ин кри), '81

Београдско пролеће:
- Моја прва њежна ноћ, '73

Сплит:
- Ча су писма, '72
- Љубав је кад неког волиш као ја, '79
- Вјеруј у љубав (са Оливером Драгојевићем), '79
- Балада о нони и голубовима, '81
- Фатаморгана (са групом New swing quartet), '83

Загреб:
- Чежња за дјетињством, '75

Мелодије мора и сунца, Пиран / Порторож:
- Моје, твоје улице, друга награда публике, '78
- Топле јулијске ноћи, прва награда публике, '79
- Мелодије сонца ин морја, прва награда публлике, '80
- Теби Порторож, друга награда публике, '82
- Обала жеља (дует са Наташом Михелич), '96
- Љуби ме (дует са Јоландом Анжловар), '99
- Ко би знал, 2025

Љубљана:
- З друге страни, '80
- Здај је препозно, '83

Крапина:
- Гдо ти је рекел, '82

Фестивал наречних попевк, Марибор:
- Муаје песми, муаје жеље (са Едвином Флесером), '91